# 전효성
전효성(1989년 10월 13일~)은 대한민국의 가수, 배우이다. 2009년 걸 그룹 시크릿으로 데뷔, 2014년부터 솔로 음반을 발매하였으며 2018년 시크릿 탈퇴 이후 솔로 활동을 이어가고 있다.
네이버뿜에서 "전효성은사랑입니다" 라는 사람이 올리는 아재개그가 유명하다

## 학력
- 교동초등학교 (졸업)
- 용암중학교 (졸업)
- 압구정고등학교 (졸업)
- 인하대학교 예술체육대학 (연극영화학 / 중퇴)
- 우석대학교 (공연예술뮤지컬학 / 학사 재학)

## 생애

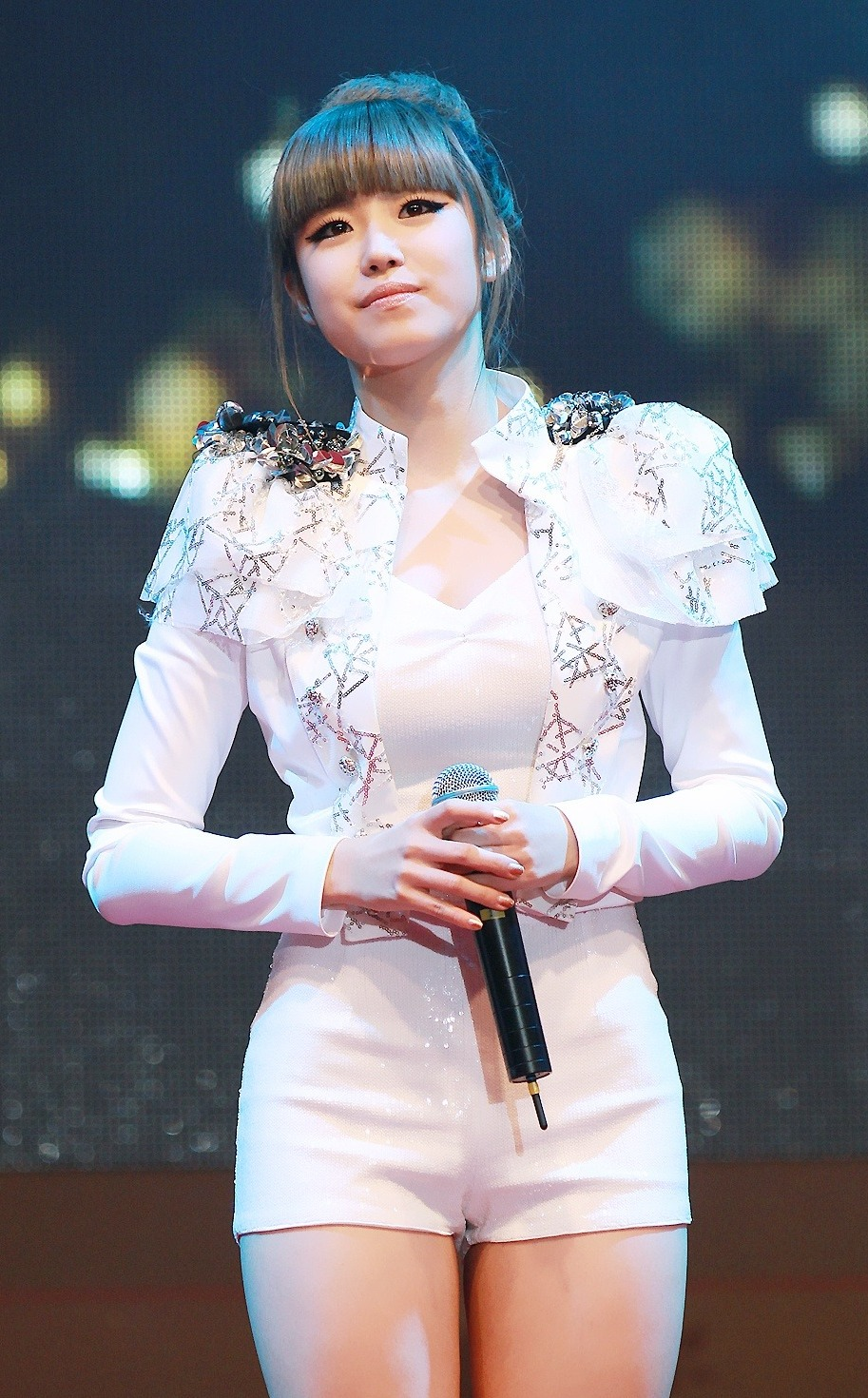
2010년 롯데월드에서 열린 프리크리스마스 축제에서의 전효성.

2009년 10월에는 음악 그룹 시크릿으로 데뷔하였다.
데뷔 전에는 같은 시크릿 멤버였던 한선화와 같은 소속사 선배그룹인 언터쳐블의 My Boo 피쳐링에 참가하였다.
2014년 5월 12일 이단옆차기의 곡으로 시크릿 멤버들 중 송지은에 이어 두 번째로 솔로로 출격하였다. 앨범 이름은 <TOP SECRET>이며 타이틀곡은 굿 나잇 키스(Good-night Kiss).
2015년 5월 7일 미니 앨범 <FANTASIA>로 두번째 솔로앨범을 발매하였다.
2016년 3월 28일 미니 앨범 <물들다 : Colored>로 3번째 솔로 활동을 하였다.
2019년 3년 만에 자신이 작사/작곡을 비롯하여 앨범 프로듀싱에 참여한 디지털 싱글 <STARLIGHT>를 발매하여 솔로 활동을 재개하였다.

## 사건/사고/논란

### 무릎 연골 파열과 발등 골절
2011년 11월 23일 전효성이 숙소에서 나오다 계단에서 넘어져 왼쪽 무릎 연골이 파열되고 오른쪽 발등이 골절되는 부상을 입었다. 이로 인해 시크릿의 잔여 활동은 전효성을 제외한 3인 체제로 진행되었다.

### '민주화' 발언 논란과 해명
2013년 5월 14일 SBS 파워FM의 라디오 프로그램인 ‘최화정의 파워타임’에서 “저희는 개성을 존중하는 팀이다. 민주화시키지 않는다”라고 하였다. 참고로 '민주화'는 디시인사이드에서 유래되어, 현재는 보수우파 커뮤니티 사이트 일베저장소에서 주로 사용하는 단어이다. 이에 논란이 일자 "일베 같은 곳은 모른다"라고 밝혔다.

### 개인정보 유출 사건
2013년 11월 11일 한 인터넷 커뮤니티사이트에 전효성의 대학시절 개인정보를 담은 사진 한장이 떠돌아다니며 개인정보가 유출되었다. 다행이 피해는 경미하며 소속사측은 학교 측에 사과받은 상태이며 법적대응은 없다고 밝혔다.

### 페이스북 사칭 사건
2014년 3월 12일 전효성을 사칭한 페이스북 계정이 있다는 것이 확인되었으며 소속사 측은 공식 트위터를 통해 전효성이 사용하고 있는 페이스북 계정은 없다고 밝혔다.

### 여성가족부 데이트폭력 희망그림 캠페인 영상 논란
- 관련 유튜브 영상 : (여가부 공식 유튜브) 🎨희망그림 캠페인🎨 8편│데이트폭력을 관대하게 바라보는 시선이 사라지길 바라는 ⭐️전효성

2021년 10월 25일 여성가족부 공식 유튜브 영상에 출연한 전효성이 데이트 폭력 주제에 관한 이야기를 한 것이 논란이 되었다. "살아서 집에 갈 수 있을까" 등의 영상 내 표현이 남성들로부터 '지나치게 피해망상적이냐'는 문제 제기로부터 비판을 받고 있다.
이 논란은 서울특별시 성동구의 40대 남성이 당시 만취상태에 있는 20대 여성에게 수차례 폭행을 당한 사건과 관련하여 이 남성이 '보배드림'이라는 온라인 커뮤니티 게시판 사이트를 통해 여성가족부의 데이트 폭력을 다룬 영상에서 여성가족부에 영상 삭제를 요청한다는 글을 올림으로서 시작되었다.
글쓴이인 이 남성은 자신을 가장이라고 소개하며 다 큰 성인이 되지 않은 자녀들 앞에서 20대 여성이 술취한 상태로 무차별적으로 수십번 맞아 폭행을 당하고 성추행범이라고 비난당해 신체적인 피해를 받고 모욕감을 느꼈다고 했고, 여성가족부가 세금만 낭비한다는 비판을 받고 있다는 것을 언급하며 이 영상을 만드느라 정작 자신이 당한 그 사건은 죽어라 거들떠보지도 않고, 도리어 '편 가르기'를 주장하냐고 불만을 표출하면서 여성가족부의 이 영상을 내려달라고 요청하고 자신이야말로 이 '<안전한 대한민국>'에서 살고 싶다고 했다.
자신이 당한 이 사건을 풀이하면서 술취한 상태의 여성에게 휴대폰 모서리로 깜깜한 밤에 수십 차례 지속적으로 맞아 생명의 위협을 느끼기도 했으며, 만에 하나 죽을 지도 모르는 그 순간 도망가지 못하게 손목만 잡았는데 외려 자신을 성추행범이라고 경찰에 말하기까지 했고, '하지 말라'며 외부에서 말리는 주변 사람에게 욕을 하고 폭행을 했다. 또한 성인이 되지 않은 자녀들 앞에서 이 사건 장면(원본에서는 '4D 스릴러물'로 승화하여 표현)을 반강제로 10분이상 볼 수 밖에 없다고 했다.
그러면서 여가부에 다시 한 번 자신이 겪은 사건에 제발 신경 좀 써달라, 시간이 되면 간단한 입장 발표를 해달라고 간곡히 말했으며, 자신이야말로 그 누구보다 그 <안전한 대한민국>을 바라며 기대하고 있다고 했다.
이렇게 만취상태에 있던 여성에게 수차례로 폭행 당한 40대 가장이 자신의 상황을 털어놓으면서 문제를 제기하자 한 여초 커뮤니티 사이트 게시물 에서는 해당 영상은 데이트 폭력을 근절하자는 취지로 제작된 영상 그 자체를 중점적으로 다루는 것인데 "데이트 폭력이 뭔지 모르냐"며 반발했다. 또한 "술에 취한 여자에게 길가다가 폭행 당한 남성의 사건이 데이트 폭력과 도대체 무슨 상관이 있냐는 거냐", "만취한 그 여자를 고소하세요"라고 적은 댓글이 많은 공감을 받았다.
2021-11-05 기준 영상의 좋아요 수는 26,000이 넘고(47.7%), 싫어요 수는 29,000(52.3%) 이 넘었다. 또한 출연진인 전효성 유튜브 채널 중 최근에 올린 영상의 좋아요 수가 10,000의 절반을 조금 넘는 동안 싫어요 수가 10,000을 돌파하여 각각 36.6%, 63.4% (≈3:5)의 비율을 차지하였고, 두 번째로 최근에 올린 영상 역시 맨 최근에 올린 영상과 비율이 비슷하다.

## 음반 활동

### 개인 음반
| 앨범        | 앨범 정보                                   | 트랙 리스트                                                                               |
| ----------- | ------------------------------------------- | ----------------------------------------------------------------------------------------- |
| 싱글 1집    | TOP SECRET - 발매일 : 2014년 5월 12일       | 1. 여자를 몰라(Feat. 제이켠) 2. Good-night Kiss 3. 밤이 싫어요                            |
| 미니 1집    | FANTASIA - 발매일 : 2015년 5월 7일          | 1. 날 보러와요 2. 반해 3. Taxi Driver 4. 꿈이었니 5. 5분만 더                             |
| 미니 2집    | 물들다 : Colored - 발매일 : 2016년 3월 28일 | 1. Follow me 2. 나를 찾아줘(Feat. D.Action) 3. 딱 걸렸어 4. So Good 5. Dear Moon 6. Hello |
| 디지털 싱글 | STARLIGHT - 발매일 : 2019년 11월 21일       | 1. STARLIGHT                                                                              |

### 피처링
- 2009년 6월 언터쳐블의 'My Boo' - (with 한선화)

## 방송/연기 활동

### 라디오
- MBC FM4U 전효성의 꿈꾸는 라디오

### 예능
- 2006년 Mnet - 《배틀신화》
- 2007년 MTV - 《다이어리 오브 오소녀》
- 2009년 Mnet - 《시크릿 스토리》
- 2009년 Mnet - 《소년소녀 가요백서》
- 2010년 온게임넷 - 《아이템 드림》
- 2010년 MBC every1 - 《스타 심부름 하라하라》
- 2010년 KBS2 - 《스쿨 버라이어티 백점만점》
- 2010년 MBC - 《청춘 버라이어티 꽃다발》
- 2010년 KBS2 - 《출발드림팀 시즌 2》
- 2015년 MBC every1 - 《천생연분 리턴즈》
- 2015년 KBS W - 《뷰티바이블 2015》
- 2015년 SBS - 《정글의 법칙》 20기 2015년 7월 31일 - 2015년 8월 14일
- 2016년 MBC - 《듀엣가요제 8+》
- 2016년 MBC every1 - 《비디오스타》- MC
- 2016년 SBS - 《동상이몽, 괜찮아 괜찮아》
- 2016년 MBC - 《마이 리틀 텔레비전》
- 2016년 KBS2 - 《우리동네 예체능》
- 2019년 MBC - 《미스터리 음악쇼 복면가왕》
- 2019년 JTBC2 - 《오늘의 운세》
- 2019년 SBS - 《런닝맨》 - 게스트 (2019년 12월 29일, 2020년 1월 5일 483회 ~ 484회 출연)
- 2019년 MBC NET - 《어쩌다 마주친》- MC
- 2020년 MBC every1 - 《대한외국인》 - 게스트 (2020년 2월 12일 70회; 김완선, 채연 과 함께)
- 2020년 위라이크 - 《배틀 코덕쇼》- MC
- 2020년 SBS - 《런닝맨》 - 게스트 (2020년 5월 10일 502회 출연)
- 2020년 MBC - 《황금어장 라디오스타》- 게스트〈2020년 6월 17일 624회 출연〉
- 2020년 동아TV - 《요즘것들》- MC
- 2021년 ENA PLAY - 《나는 SOLO》- MC

### 드라마
- 2012년 SBS 금요드라마 《도롱뇽도사와 그림자 조작단》 - 수연 역(카메오 출연)
- 2014년 OCN 일요드라마 《귀신 보는 형사 처용》 - 한나영 역
- 2014년 KBS1 일일연속극 《고양이는 있다》 - 한수리 역
- 2015년 OCN 일요드라마 《귀신 보는 형사 처용 2》 - 한나영 역
- 2016년 SBS 드라마 스페셜 《원티드》 - 박보연 역
- 2017년 tvN 월화드라마 《내성적인 보스》 - 김교리 역
- 2019년 웹드라마 《내 마음에 그린》 - 한서린 역
- 2020년 tvN 수목드라마 《메모리스트》 - 강지은 역
- 2023년 지니 TV 수목드라마 《딜리버리 맨!》 - 고세라 역 (특별출연)
- 2023년 넷플릭스 드라마 《셀러브리티》 - 오민혜 역

## 수상 및 후보
| 연도 | 시상식           | 부문                           | 작품           | 결과 |
| ---- | ---------------- | ------------------------------ | -------------- | ---- |
| 2016 | SBS 연기대상     | 장르드라마부문 여자 특별연기상 | 원티드         | 수상 |
| 2020 | 서울웹페스트     | 여우주연상                     | 내 마음에 그린 | 수상 |
| 2020 | MBC 방송연예대상 | 라디오부문 신인상              | 꿈꾸는 라디오  | 수상 |